# Marienkirche (Lonsee)

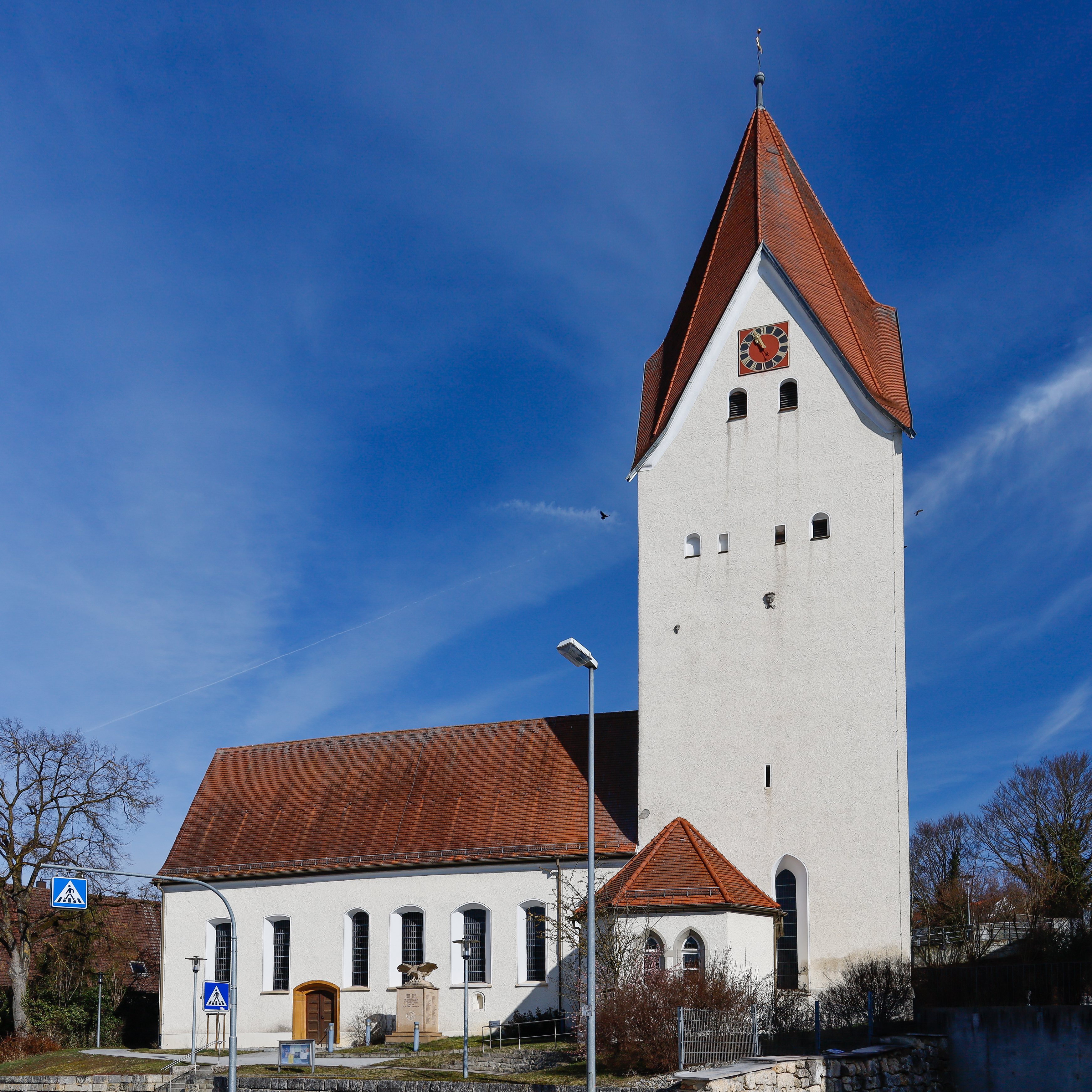
Marienkirche in Lonsee

Die evangelische Marienkirche steht in Lonsee, einer Gemeinde im Alb-Donau-Kreis in Baden-Württemberg. Die Kirchengemeinde gehört zum Kirchenbezirk Ulm der Evangelischen Landeskirche in Württemberg. Das Bauwerk ist beim Landesamt für Denkmalpflege Baden-Württemberg als Baudenkmal eingetragen.

## Beschreibung

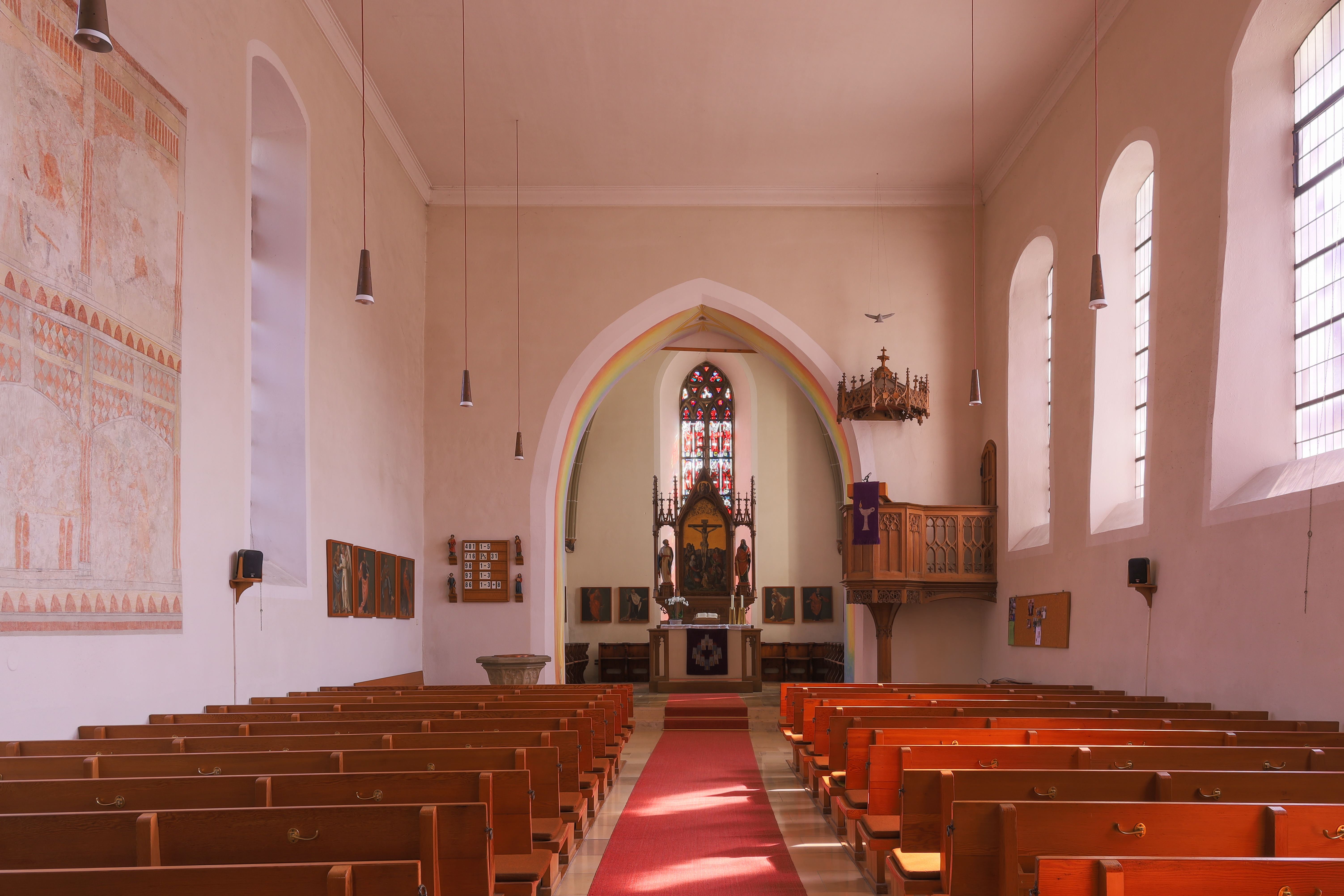
Innenraum

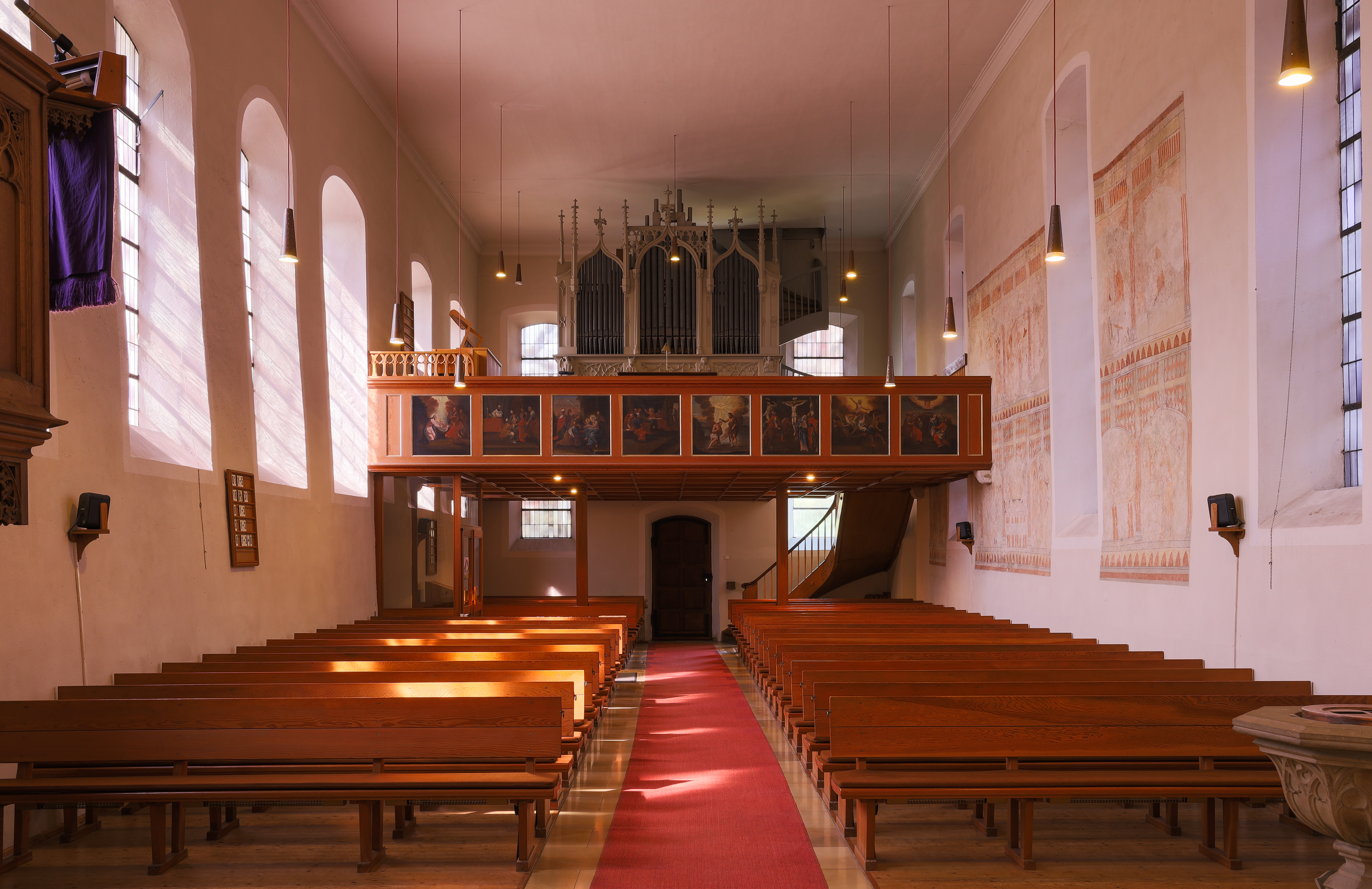
Blick zur Orgel

Die im Kern im 12. Jahrhundert gebaute Saalkirche wurde 1863 nach einem Entwurf von Ferdinand Thrän neugotisch verändert. Sie besteht aus einem Langhaus, das 1863 nach Westen verlängert wurde und dessen Wände erhöht wurden, und das neu mit einem Satteldach bedeckt wurde. Der Chorturm im Osten wurde 1736/37 aufgestockt, um den Glockenstuhl für die fünf Kirchenglocken unterzubringen, und mit einem Rhombendach bedeckt. In seinen Giebeln sind die Zifferblätter der Turmuhr angebracht. Die Sakristei an der Südwand des Chorturms wurde erst 1902 angebaut. 
Die Orgel wurde 1864 von Carl Gottlieb Weigle gebaut.